# Amnestia maturalna
Amnestia maturalna – niekonstytucyjna zmiana nieobowiązującego już rozporządzenia w sprawie warunków i sposobu oceniania, klasyfikowania i promowania uczniów i słuchaczy oraz przeprowadzania sprawdzianów i egzaminów w szkołach publicznych w Polsce, zaproponowana w lipcu 2006 przez ministra edukacji narodowej Romana Giertycha. Minister podpisał rozporządzenie wprowadzające zmiany 8 września 2006 roku.

## Historia
W lipcu 2006 minister edukacji narodowej Roman Giertych zaproponował wprowadzenie amnestii, a rozporządzenie wprowadzające zmiany podpisał 8 września. Zmiana polegała na tym, że zdający, który nie spełnił wymogów zdania egzaminu (np. nieuzyskanie progu 30% punktów na egzaminie z trzech przedmiotów obowiązkowych na poziomie podstawowym, tj. język polski, język obcy i wybrany przedmiot oraz dwóch egzaminów ustnych (język polski i język obcy)), zdaje egzamin maturalny pod określonym warunkiem.
Warunkiem otrzymania świadectwa maturalnego na tych zasadach jest uzyskanie ze wszystkich przedmiotów (łącznie z „oblanym”) średniej co najmniej 30% punktów. Nie dotyczy to osób, którym unieważniono egzamin lub które nie przystąpiły co najmniej do jednego egzaminu z przedmiotu obowiązkowego.
Maturzyści objęci tą zmianą rozporządzenia otrzymali świadectwo dojrzałości we wrześniu 2007 roku oraz tym samym mogli starać się o przyjęcie na studia. Terminy składania dokumentów większości uczelni publicznych (lipiec) wykluczyły udział w rekrutacji lipcowej przez kandydatów mających zostać objętymi amnestią. Główną przyczyną wprowadzenia amnestii maturalnej był niski procent zdawalności matury w 2006 roku oraz planowane na 2010 rok wprowadzenie matematyki jako obowiązkowego przedmiotu zdawanego na maturze.
Proponowana zmiana rozporządzenia wywołała kontrowersje zarówno wśród uczniów, jak i rektorów uczelni. Przewodniczący Konferencji Rektorów Akademickich Szkół Polskich, rektor Politechniki Wrocławskiej prof. Tadeusz Luty, pełniący funkcję przewodniczący Konferencji Rektorów Akademickich Szkół Polskich zapowiedział, że jeśli minister Giertych nie wycofa się z amnestii, to uczelnie mogą ponownie wprowadzić egzaminy wstępne na studia.
2 października 2006 Rzecznik Praw Obywatelskich Janusz Kochanowski zaskarżył nowelizację rozporządzenia do Trybunału Konstytucyjnego jako częściowo niezgodną z konstytucyjną zasadą równości wobec prawa.
16 stycznia 2007 Trybunał Konstytucyjny orzekł, że część przepisów rozporządzenia nowelizującego jest niezgodna z Konstytucją oraz ustawą o systemie oświaty i tracą one moc obowiązującą po upływie 12 miesięcy od dnia ogłoszenia wyroku TK w Dzienniku Ustaw (Dz.U. z 2007 r. nr 10, poz. 70). Trybunał zdecydował się więc na zachowanie ważności ok. 53 tys. świadectw maturalnych przyznanych w warunkach „amnestii” w 2006 i 2007 roku.